# Sanrafaelia
Sanrafaelia  (лат.) — монотипный род двудольных растений семейства Анноновые (Annonaceae), включающий вид Sanrafaelia ruffonammari Verdc.. Выделен британским исследователем Бернардом Вердкуртом в 1996 году.

## Распространение, описание
Единственный вид является эндемиком Танзании, распространённом на северо-востоке страны. Материал типового экземпляра собран в округе Мухеза. Встречается в низменных прибрежных лесах.
Деревья или кустарники высотой до 8 м. Соцветие — венчик. Семя вытянутой формы, длиной 1,3—1,4 см.
Sanrafaelia ruffonammari — слабоизученный вид, его выделение в отдельный род связано с заметным различием в строении семени. Связи с другими родами пока не установлены.

## Замечания по охране
Хотя на некоторых участках своего произрастания растение может быть довольно обычно, согласно данным Международного союза охраны природы S. ruffonammari считается вымирающим видом («endangered»). Опасения связаны с потерей среды обитания и развитием сельского хозяйства (на одном из участков разрабатывается какао-плантация).